# Mina Agossi
Mina Agossi (Besançon, 6 de enero de 1972) es una cantante de jazz moderno franco-beninense. Fue la anfitriona de jam sessions en la Caveau des Oubliettes en París. 

## Biografía
De padre de Benín y madre francesa, pasó su infancia entre África y Francia, vivió en España, de 1990 a 1992 y empieza a cantar blues y jazz. De regreso a Bretaña se unió en 1993 al grupo Swing & New Orleans (fuente: Nuevo diccionario de jazz ( Carles, Clergeat, Comolli).
Después de rápidas experiencias en el teatro, el rock y el blues, compone en 1995 su primer álbum, Voice & Bass, con el contrabajista, Vicent Guérin. Entonces recibe el premio de jóvenes talentos producido por la FNAC.
En 2004, Archie Shepp la invita al Crest Jazz Vocal, lo que marca el comienzo de una larga colaboración.
En 2005, fue seleccionada como Talento ADAMI. Luego, en 2006, fue nombrada en las victoires du Jazz. En 2007, participó en el festival de jazz de Montreal, donde Ahmad Jamal, la destaca y la hace firmar con su representante artístico Ellora Management.
Su especificidad en la música es el trío de voz/bajo/batería. Protegida deArchie Shepp, hace frecuentes incursiones en otros estilos de música, incluyendo las versiones de Jimi Hendrix (Voodoo Chile, 1983) y, más recientemente, de Pink Floyd (Money) o los Beatles (And I Love Her).
Desde el álbum Well You Needn't, se acompaña en el estudio y giras del baterista Ichiro Onoe, el bajista Eric Jacot y, desde 2010, del guitarrista y compositor Phil Reptil.
Mina Agossi presentó el 28 de agosto de, 2014, su álbum Fresh, que la cantante describe como "una nueva imagen en mi carrera de 20 años." En él vuelve a visitar algunas de sus composiciones y propone nuevas.
Agossi dice refiriéndose a sus fuentes de inspiración: «De todo en la vida. Reuniones, comida, películas... Lo que me hace feliz. Y antes que nada, la música: Caruso, Alpha Blondy, Billie Holiday, Björk...». Como puede apreciarse hace referencia a un cantante de ópera, uno de reggae, una de jazz y una de pop. Su estilo recuerda a las divas del jazz, los ritmos étnicos y la chanson francesa. Ella dice al respecto: «Utilizo un montón de influencias en mi música, así que se puede sentir cualquier cosa con ella. Sale de mis diferentes experiencias».

## Discografía
- 1995 : Les pantalons gris (con Gilles Blandin "Gilles, Mina, etc,...") (Lord's Records)
- 1997 : Voice and Bass (con Vincent Guérin y Loïc Roignant, autoproduit)
- 2001 : Alkemi (con Philippe Combelle, autoproducido)
- 2001 : E.Z. Pass to Brooklyn (live) (Cristal Records, 2121)
- 2004 : Carrousel (Cristal Records, 0415)
- 2005 : Zaboum!!, compilación de los dos últimos álbumes para Inglaterra (Candid)
- 2005 : Well You Needn't (Candid)
- 2007 : Who Wants Love? Live at Jazz Standard, New York City (Candid)
- 2008 : Simple Things ? (Candid)
- 2010 : Just Like a Lady (Naïve Records)
- 2012 : Red Eyes, con Archie Shepp (Naïve Records)
- 2014 : Fresh (Plus Loin Music)

## Filmografía
- Mina Agossi, una voz nómada (2007, 52 min), una película de Jean-Henri Meunier, que siguió Mina Agossi dos años, durante sus giras internacionales (coproducción de Arte).